# Goralisch

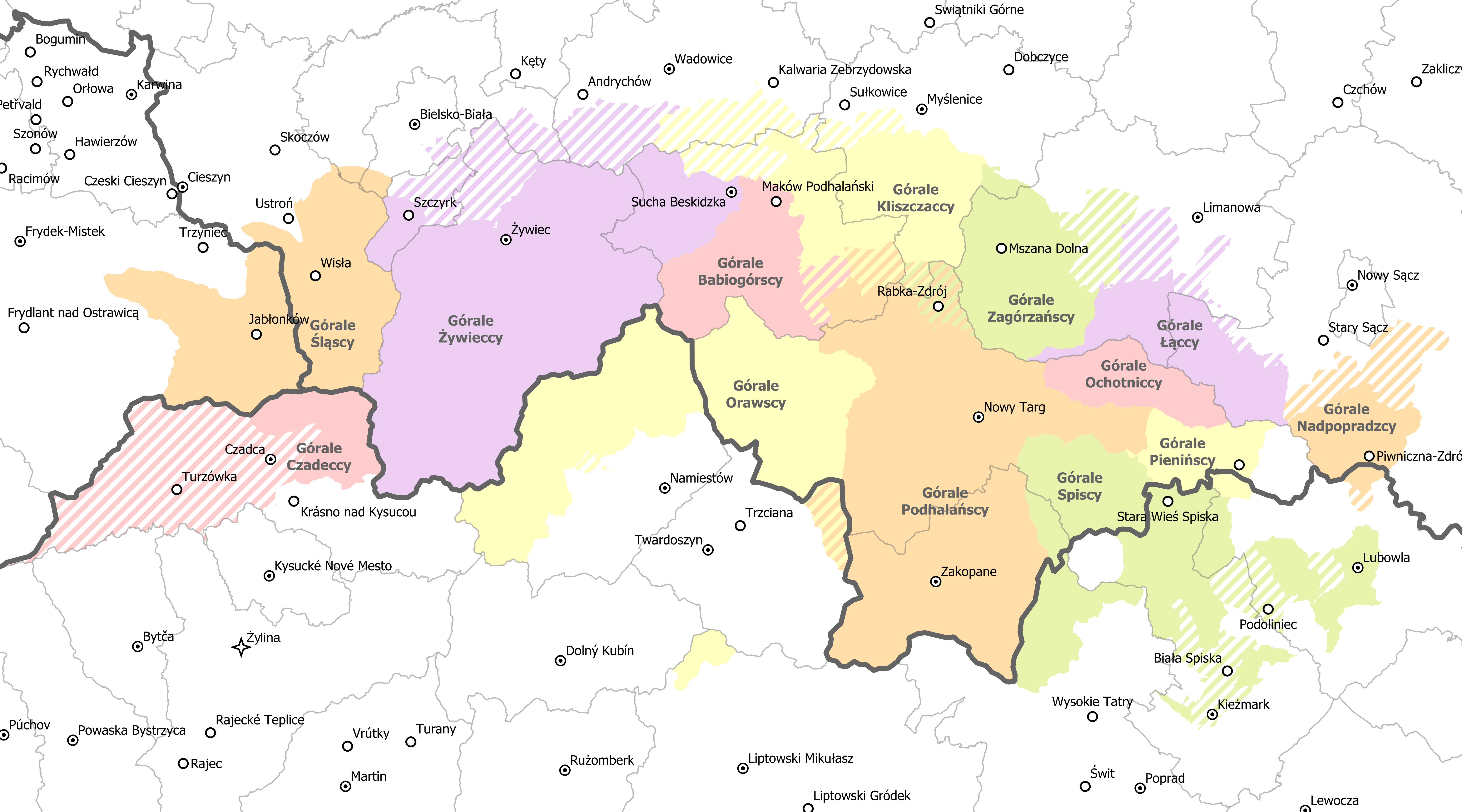
Karte der Goralen

Die Dialekte des Podhale-Beskiden Streifens bzw. die goralischen Dialekte im engsten Sinn

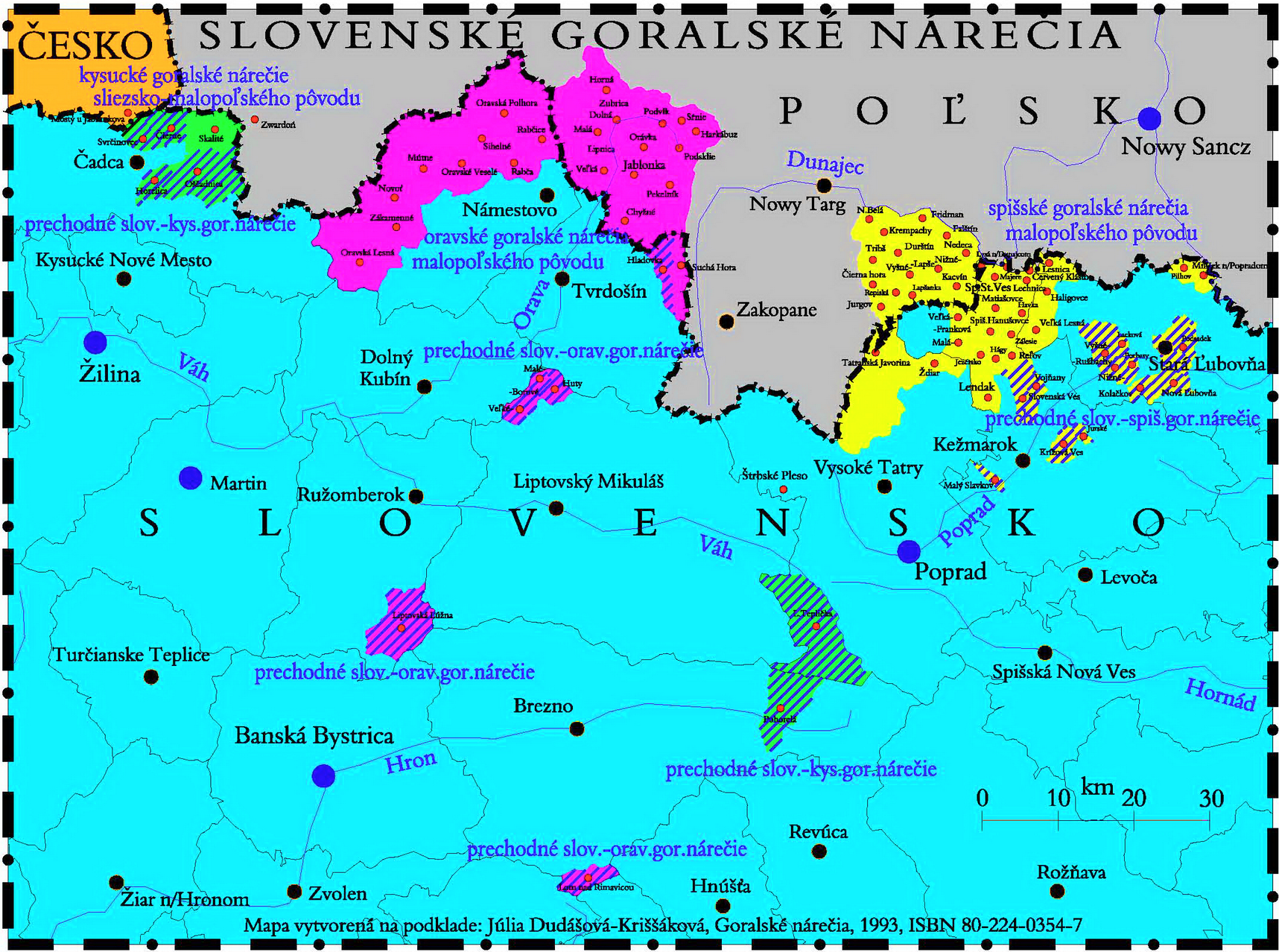
Slowakische Karte, in der Slowakei wurde der Dialekt von der Podhale und vom Saybuscher Land oft nicht berücksichtigt

Die goralischen Dialekte (polnisch gwary góralskie, slowakisch goralské nárečie) werden von Goralen (was wörtlich Gebirgler bedeutet) in Dörfern entlang der Grenze zwischen der Slowakei und Polen: im Saybuscher Land, Orava, Podhale und Zips gesprochen.
In den linguistischen Werken wurde nie von einem einzigen goralischen Dialekt geschrieben, sondern von einer Reihe von verschiedenen Mundarten:
- Saybuscher
- von der Orava (in 14 Ortschaften in Polen und 11 in der Slowakei)
- Podhalisch
- von der Zips (in 14 Ortschaften der Polnischen Zips und 33 Ortschaften der slowakischen Zips)

Nach Linguisten sprechen viele Goralen im Norden lachische und nicht goralische Mundarten. Der Dialekt der Goralen von Čadca (Tschadsa) ist stark mit dem Schlesischen gemischt und wird nicht als Teil des Podhale-Beskiden Streifens kategorisiert (für den Dialekt der Schlesischen Goralen siehe Teschener Mundarten).
Die Sprachgrenzen sind in der Slowakei klar abgegrenzt. Auf der slowakischen Seite spricht man (unter Außerachtlassung der Zips) in folgenden Orten Goralisch: Čierne, Hladovka, Mútne, Novoť, Oravská Lesná, Oravská Polhora, Oravské Veselé, Oščadnica, Rabča, Rabčice, Sihelné, Skalité, Svrčinovec, Suchá Hora, Zákamenné.
Besonders das Goralische in der Slowakei stellt einen Übergangsdialekt vom Slowakischen zum Polnischen dar. Unterschiede zum Slowakischen:
- Polnische Entwicklung der Gruppen *tort und *tolt[7]
- Polnische Dispalatalisierung[7]
- Opposition i — y[8]
- Erhaltung des Konsonanten g (slow. h)
- Rückbildung von Nasalvokalen, im Gegensatz zum Standardpolnischen zerlegt[9]
- Masurieren[10]
- der Laut rz (slowakisch ř)[11]
- Konsonant ł[12]

Typisch für alle goralischen Mundarten sind die Karpatismen, Wörter oft rumänischer Herkunft.